# Robert Filmer
Sir Robert Filmer, né en 1588 dans le comté de Kent et mort le 26 mai 1653, est un philosophe anglais. Filmer étudia au Trinity College de Cambridge, et fut adoubé par Charles Ier d'Angleterre au début de son règne. Ardent défenseur de la cause royaliste, il fut un défenseur acharné de la monarchie absolue de droit divin pour tous les rois.
Il fut réfuté par John Locke et Algernon Sidney, et sa maison fut pillée par les parlementaires plus de dix fois.
Son ouvrage Patriarcha s'est attiré une vive critique de la part de Jean-Jacques Rousseau : « J’ai cru qu’il suffiroit de ce peu de lignes pour renverser l’odieux système que le chevalier Filmer a tâché d’établir dans un ouvrage intitulé Patriarcha, auquel deux hommes illustres ont fait trop d’honneur en écrivant des livres pour le réfuter. »

## Œuvres
- Of the Blasphemie against the Holy Ghost (De la blasphémie contre le Saint-Esprit), 1647. Écrit contre Calvin.
- The Free-holders Grand Inquest (La grande enquête des propriétaires), 1648.
- The Anarchy of a Limited or Mixed Monarchy (De l'anarchie d'une monarchie limité ou mixte), 1648[2].
- The Necessity of the Absolute Power of All Kings (De la nécessite du pouvoir absolu de tous les rois), 1648.
- Observations Concerning the Originall of Government, upon Mr Hobs Leviathan, Mr Milton Against Salmasius, H. Grotius De Jure Belli ac Pacis (Remarques sur l'origine du Gouvernement, à l'égard du Léviathan de M. Hobbes, du Contre Salmasius de M. Milton et du De Jure Belli ac Pacis de H. Grotius), 1652.
- Observations upon Aristotles Politiques concerning Forms of Government, together with Directions for Obedience to Gouvernors in dangerous and doubtfull times (Remarques sur la Politique d'Aristote, à l'égard des formes de Gouvernement, avec les instructions pour l'obéissance au Gouvernement pendant les temps dangereux), 1652.
- Patriarcha, 1680 ; trad. fr. sous la direction de Patrick Thierry, Patriarcha ou le pouvoir naturel des rois, suivi des Observations sur Hobbes: ou du pouvoir naturel des rois, L'Harmattan, 212 p., 2004.